# 進化論 (中川晃教の映像作品)
『進化論』は、2007年6月20日に発売された中川晃教のDVD BOX。

## 概要
Disc1「himself2007」
本編:131分/特典映像:34分
2004年に発売したアルバム『himself』の楽曲を使用し、シェイクスピアの不朽の名作「ハムレット」を描いたLIVE ACT『himself』が収録されている。
Disc2「BLUE DREAM」
本編:132分/特典 映像:29分
一人の女性を追い求め彷徨う男の葛藤、孤独、情熱を描いた作品『Blue Dream』。吉村作治の早大エジプト発掘40年展のオフィシャルソングとして書いた楽曲「BLUE DREAM」が作品の軸となっている。
Disc3「舞臺表演進化論」>
本編:59分
ロングインタビュー・台湾での秘蔵映像

## 収録曲
| 全作詞・作曲: 中川晃教。 |                                    |          |            |
| #                        | タイトル                           | 作詞     | 作曲・編曲 |
| 1.                       | 「I WILL GET YOUR KISS」           | 中川晃教 | 中川晃教   |
| 2.                       | 「I say good-bye」                 | 中川晃教 | 中川晃教   |
| 3.                       | 「We Will Let You Go/Brand」       | 中川晃教 | 中川晃教   |
| 4.                       | 「Without You Girl」               | 中川晃教 | 中川晃教   |
| 5.                       | 「Blue Dream」                     | 中川晃教 | 中川晃教   |
| 6.                       | 「What Are You Afraid Of?」        | 中川晃教 | 中川晃教   |
| 7.                       | 「フタツ,ヒトツ」                  | 中川晃教 | 中川晃教   |
| 8.                       | 「灰色の雨」                       | 中川晃教 | 中川晃教   |
| 9.                       | 「Count Up My Love」               | 中川晃教 | 中川晃教   |
| 10.                      | 「Listen」                         | 中川晃教 | 中川晃教   |
| 11.                      | 「My heart is calling You」        | 中川晃教 | 中川晃教   |
| 12.                      | 「真夜中のカーニバル〜マタドール」 | 中川晃教 | 中川晃教   |
| 13.                      | 「Don't Change My Soul」           | 中川晃教 | 中川晃教   |
| 14.                      | 「情熱と真実の間」                 | 中川晃教 | 中川晃教   |
| 15.                      | 「Sadness」                        | 中川晃教 | 中川晃教   |
| 16.                      | 「ブルースカイ」                   | 中川晃教 | 中川晃教   |
| 17.                      | 「Lonely Man」                     | 中川晃教 | 中川晃教   |
| 18.                      | 「Forever And More」               | 中川晃教 | 中川晃教   |
| 19.                      | 「Hamlet」                         | 中川晃教 | 中川晃教   |
| 20.                      | 「Peaceful Revolution」            | 中川晃教 | 中川晃教   |